# Regret (canção de The Gazette)
"Regret" é o décimo single da banda japonesa de rock The Gazette, lançado em 25 de outubro de 2006 no Japão. Foi lançado em duas edições diferentes: Optical Impression e Auditory Impression, a primeiro vinda com um DVD com o videoclipe para a música "Regret", e a segunda com uma faixa bônus, "Worthless War".

## Recepção
O single alcançou a nona posição nas paradas da Oricon Singles Chart.

## Faixas

### Optical Impression
Todas as letras escritas por Ruki, todas as músicas compostas por the GazettE.
| Disco um (CD) |                       |         |  |
| N.º           | Título                | Duração |  |
| 1.            | "Regret"              | 4:30    |  |
| 2.            | "Psychedelic Heroine" | 7:52    |  |

| Disco dois (DVD) |                                    |         |  |
| N.º              | Título                             | Duração |  |
| 1.               | "Regret" (Videoclipe)              |         |  |
| 2.               | "Regret" (Making-of do videoclipe) |         |  |

### Auditory Impression[5]
| N.º            | Título                | Duração |  |
| 1.             | "Regret"              | 4:30    |  |
| 2.             | "Psychedelic Heroine" | 3:22    |  |
| 3.             | "Worthless War"       | 3:50    |  |
| Duração total: | Duração total:        | 11:42   |  |

## Ficha técnica

### the GazettE
- Ruki – vocais
- Uruha – guitarra solo
- Aoi – guitarra rítmica
- Reita – baixo
- Kai – bateria